# NGC 5549
NGC 5549 este o liner situată în constelația Fecioara. A fost descoperită în 1 mai 1786 de către William Herschel. Se află la o distanță de 112,3 megaparseci de Pământ.